# Normalperspektive

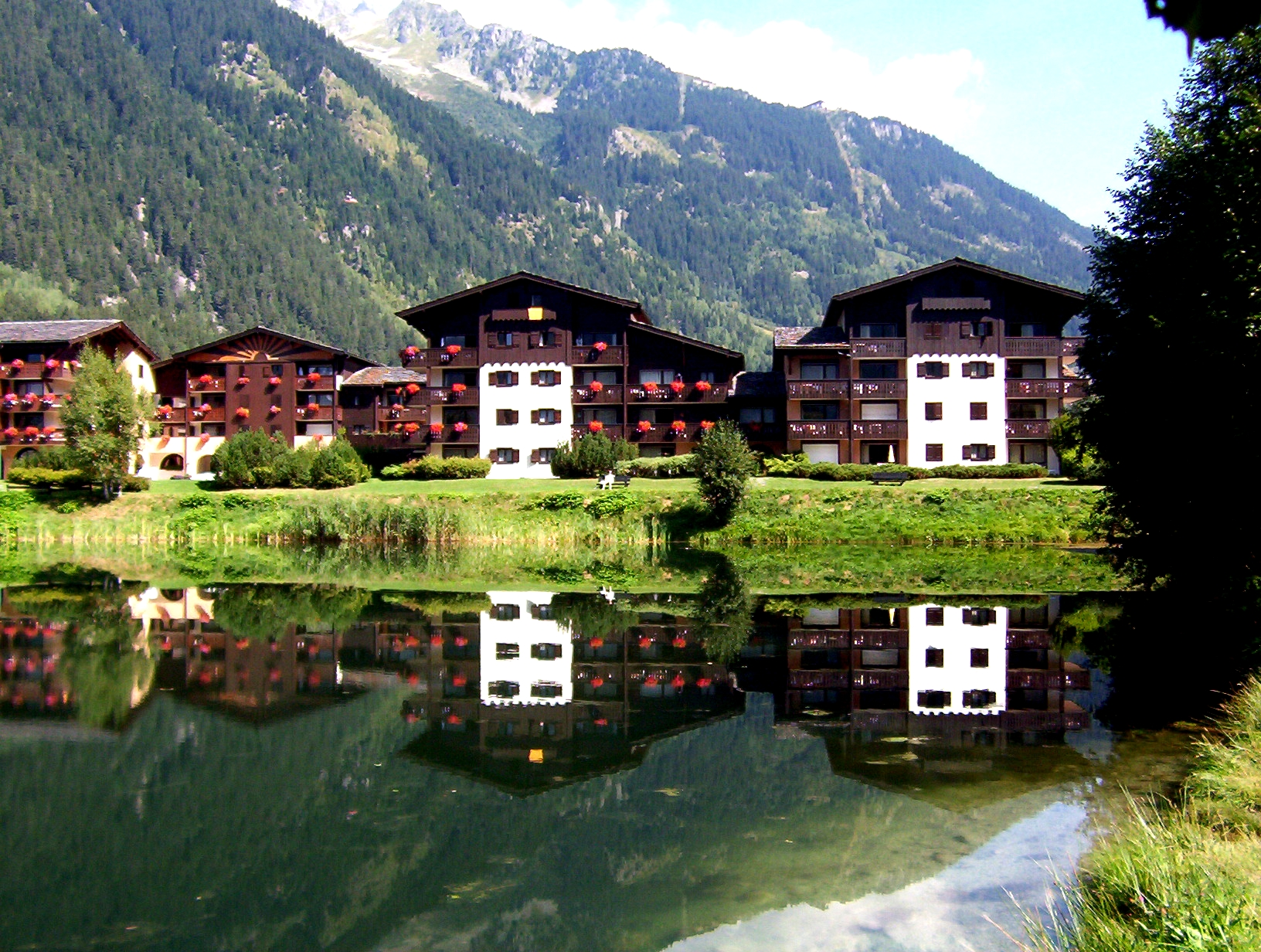
Häuserreihe in Normalperspektive

Normalperspektive mit einem Fluchtpunkt

Normalperspektive mit zwei Fluchtpunkten

Als Normalperspektive bezeichnet man die Betrachtung eines Gegenstandes (Betrachtungsperspektive) von einem auf der normalen Augenhöhe liegenden Augenpunkt. Davon unterschieden werden die Froschperspektive, die die Betrachtung von einem unter der normalen Augenhöhe liegenden Augenpunkt, und die Vogelperspektive, die die Betrachtung von einem Augenpunkt schräg bis senkrecht über dem Gegenstand bezeichnen. Alle drei Arten bezeichnen eigentlich nicht die Lage und Orientierung von Objekten zum Betrachter, sondern vielmehr die jeweilige Lage der Horizontlinie (Augenhöhe des Betrachters) im Verhältnis zur Bildmitte.
Die Normalperspektive entspricht der natürlichen perspektivischen Wahrnehmung eines Menschen und vermittelt den Eindruck von Realismus, Authentizität und Objektivität.
Vielfach findet die Normalperspektive Anwendung in der Filmbranche. Die Kameraposition ist so gewählt, dass der Filmende seinem Gegenüber auf einer gleichgestellten Ebene begegnet, ihm also weder unterlegen noch überlegen ist.